# Malé
Malé (divehi: މާލެ) je glavni grad otočne republike Maldivi u Indijskom oceanu. Grad pokriva cijelu površinu otoka Malé smještenog u atolu Kaafu, iako se unatoč tom zemljopisnom položaju u administrativnom smislu ne smatra dijelom atola.
Malé je i glavno središte poslovnih i trgovačkih aktivnosti na Maldivima, a u njemu se nalazi i trgovačka pomorska luka. Velik broj vladinih zgrada i agencija nalazi se na rivi. Međunarodna zračna luka smještena je na obližnjem otoku Hulhulé, a tamo je smještena i baza za hidroplane koji se koriste za unutarnji transport. Grad je podijeljen na četiri divizije koje nose nazive Henveiru, Galolhu, Maafannu i Machangolhi.
26. prosinca 2004. Malé je pogodio tsunami izazvan podvodnim potresom u Indijskom oceanu i tada su bile poplavljene dvije trećine grada. 2004. godine Malé je imao 81.647 stanovnika.